# Эль, Луи Фердинанд Младший
Луи Фердинанд Эль Младший (фр. Louis Ferdinand Elle le jeune; 1648, Париж — 1717, Ренн) — французский живописец-портретист, гравёр, декоратор.

## Биография
Сын придворного художника Луи Фердинанда Эля Старшего. Внук придворного художника короля Людовика XIII — Фердинанда Эля (1570—1637). Первые уроки живописи получил у отца.
По данным Нидерландского института истории искусств, образование получил в парижской Академии живописи и скульптуры, одним из членов-основателей которой был его отец.
Занимался также созданием декорированием интерьеров.
После 1686 года переехал в провинцию, жил в Нанте, затем в Ренне. Возможно, это произошло из-за конкуренции художников-портретистов в Париже, таких как Николя де Ларжильер, Гиацинт Риго и Франсуа де Труа, работавших в одно время с ним.

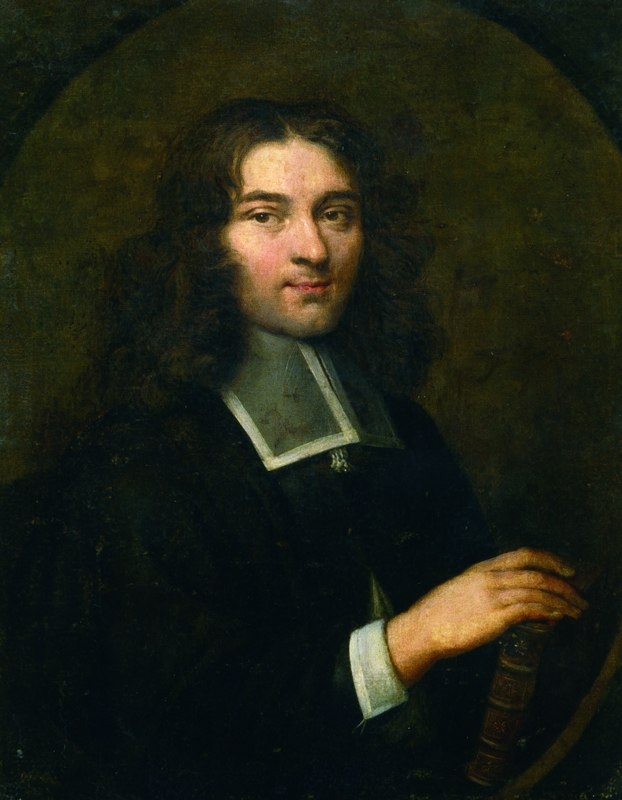
Портрет Пьера Бейля
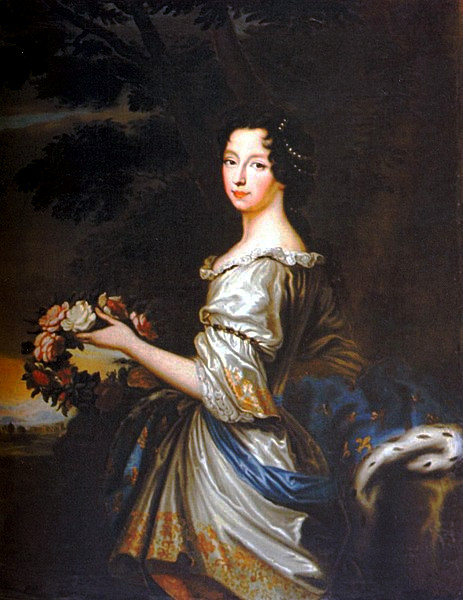
Портрет Анны Марии Орлеанской
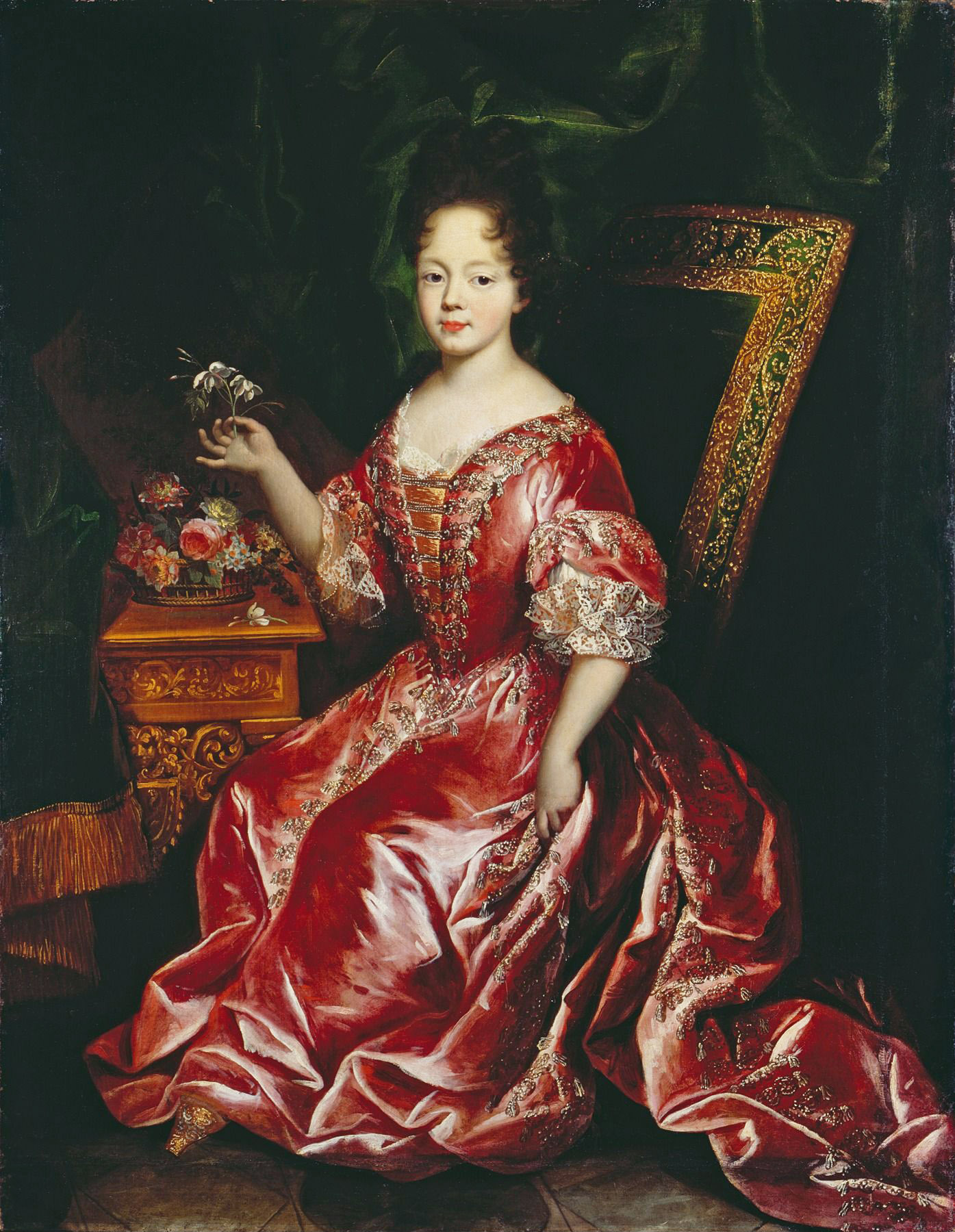
Портрет Елизаветы Шарлоттыц Бурбон-Орлеанской
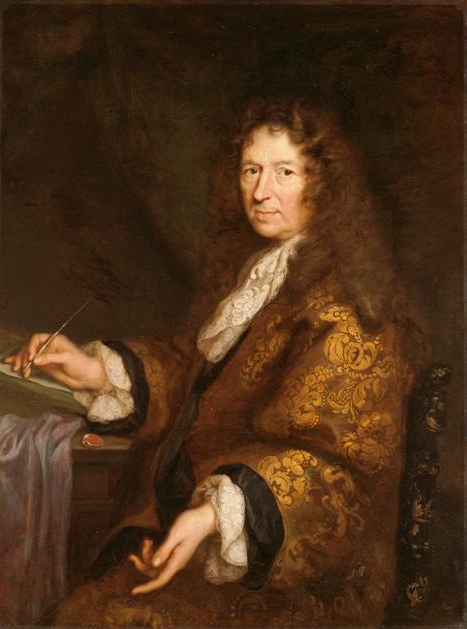
Портрет художника Самюэля Бернара